# Lithurgus rubricatus
Lithurgus rubricatus är en biart som beskrevs av Smith 1853. Lithurgus rubricatus ingår i släktet Lithurgus och familjen buksamlarbin. Inga underarter finns listade i Catalogue of Life.